# Ryde Aquatic Leisure Centre
Das Ryde Aquatic Leisure Centre ist ein Hallenbad in Ryde, einem Vorort der australischen Stadt Sydney.
Für die Olympischen Sommerspiele 2000 wurde neben dem Sydney International Aquatic Centre ein zweiter Austragungsort für die Wasserballturniere gesucht. Dabei wurden unter anderem die Bäder der Macquarie University und der Universität Sydney in Betracht gezogen. Schließlich wurde beschlossen, das Ryde Aquatic Leisure Centre abzureißen und wieder neu aufzubauen. Der Abriss erfolgte im November 1998 und im April des Folgejahres begann der Neubau. Dieser wurde ein Jahr später fertiggestellt und im Mai 2000 eröffnet. An der Finanzierung beteiligte sich das Ryde Council.
Der Neubau erhielt ein Becken, das den olympischen Vorgaben für Wasserballspiele entsprach, sowie ein 25 m langes Schwimmbecken, ein Becken mit Wellengenerator, ein Kinderbecken, eine Wasserrutsche, eine Sauna, sowie zwei weitere Becken.
Während der Olympischen Spiele fanden im Ryde Aquatic Leisure Centre alle Wasserball-Vorrundenspiele sowie die Halbfinals des Frauenturniers statt. 